# Girolamo Arnaldi
Pour les articles homonymes, voir Arnaldi.
Girolamo Arnaldi (né le 31 janvier 1929 à Pise et mort le 30 janvier 2016 à Rome) est un historien et universitaire italien.

## Biographie
De 1964 à 1970, Girolamo Arnaldi est professeur d'histoire médiévale à l'Université de Bologne. Il quitte la capitale de l'Émilie-Romagne pour aller enseigner à Rome, à l'université de Rome « La Sapienza », où il reste de 1970 à 1999.
Il est chevalier de la Légion d'honneur, chevalier de l’Ordre des Arts et Lettres et Grand-Croix de l'Ordre du Mérite de la République italienne.
Membre de l'Académie des inscriptions et belles-lettres en tant qu'associé étranger, il a été élu le 25 février 2000 au sein de cette prestigieuses institution. Il meurt le 30 janvier 2016, la veille de son 87e anniversaire.